# Louis Finot (calciatore)
Louis Finot (Saint-Maur-des-Fossés, 8 luglio 1909 – 14 febbraio 1996) è stato un calciatore francese, di ruolo attaccante.

## Carriera

### Club
...

### Nazionale
Ha collezionato sette presenze con la propria Nazionale.